# Microcetus
Microcetus — рід вимерлих зубастих китів пізнього олігоцену (чатський) Північного Рейну-Вестфалії, Німеччина.

## Таксономія
Типовий вид Microcetus, M. ambiguus, спочатку був описаний як новий вид Phoca на основі зубів пізнього олігоцену на північному заході Німеччини. Одонтоцетна природа зубів була зрештою визнана, і врешті-решт вона була віднесена до Squalodon, перш ніж стати типовим видом нового роду, Microcetus.